# Third Eye Blind (álbum)
Third Eye Blind é um álbum de Third Eye Blind, lançado em 1997.

## Lista de Músicas
| 1.Losing a Whole Year  |
| 2.Narcolepsy           |
| 3.Semi-Charmed Life    |
| 4.Jumper               |
| 5.Graduate             |
| 6.How’s It Going to Be |
| 7.Thanks a Lot         |
| 8.Burning Man          |
| 9.Good for You         |
| 10.London              |
| 11.I Want You          |
| 12.The Background      |
| 13.Motorcycle Drive By |
| 14.God of Wine         |